# Polityka Stanów Zjednoczonych wobec autorytarnych rządów
Historycznie i współcześnie Stany Zjednoczone wspierały liczne autorytarne rządy państw. W trakcie zimnej wojny Stany Zjednoczone wspierały antykomunistyczne rządy, które były autorytarne i często nie były w stanie lub nie chciały promować modernizacji. Amerykańscy urzędnicy zostali oskarżeni o współpracę z opresyjnymi i antydemokratycznymi rządami w celu zabezpieczenia swoich baz wojskowych w Ameryce Środkowej, Afryce, Azji i na Bliskim Wschodzie. Wskaźnik demokracji „The Economist” sklasyfikował wiele spośród 45 współczesnych państw-gospodarzy baz wojskowych USA jako „reżimy autorytarne”.
W przypadkach takich jak zamachy stanu w Iranie w 1953 r., w Gwatemali w 1954 r. i w Chile w 1973 r., Stany Zjednoczone uczestniczyły w obaleniu demokratycznie wybranych rządów na rzecz dyktatorów, którzy sprzymierzyli się ze Stanami Zjednoczonymi. Uzasadnieniem dla amerykańskiego wsparcia dla autorytarnych rządów prawicowych była wynikająca z tego stabilność, która ułatwiłaby postęp gospodarczy oraz idea, że instytucje demokratyczne mogą być wspierane i budowane. Niektórzy krytyczni naukowcy i dziennikarze twierdzą, że miało to na celu wzmocnienie zachodnich interesów biznesowych i rozszerzenie kapitalizmu na kraje Globalnego Południa, które próbowały podążać alternatywnymi ścieżkami.

## Przykłady
Rząd Stanów Zjednoczonych zapewnił wojskową, logistyczną i inną pomoc chińskiemu rządowi kierowanemu przez Kuomintang (KMT) Czang Kaj-szeka w jego wojnie domowej przeciwko rodzimej Komunistycznej Partii Chin (KPCh) kierowanej przez Mao Zedonga. Zarówno KMT, jak i KPCh walczyły przeciwko siłom japońskim, aż do kapitulacji Japonii przed Stanami Zjednoczonymi w sierpniu 1945 roku. Kapitulacja ta położyła kres japońskiemu marionetkowemu państwu Mandżukuo i zdominowanemu przez Japończyków reżimowi Wang Jingwei.
Po kapitulacji Japonii Stany Zjednoczone nadal wspierały KMT przeciwko KPCh. Stany Zjednoczone przerzuciły drogą powietrzną wiele oddziałów KMT z centralnych Chin do Mandżurii. Około 50 000 żołnierzy amerykańskich zostało wysłanych do ochrony strategicznych miejsc w Hubei i Szantung. Stany Zjednoczone wyszkoliły i wyposażyły oddziały KMT, a także przetransportowały oddziały koreańskie, a nawet byłych żołnierzy Cesarskiej Armii Japońskiej z powrotem, aby pomóc siłom KMT walczyć i ostatecznie przegrać z Armią Ludowo-Wyzwoleńczą. Swoich wspomnieniach prezydent Harry Truman uzasadnił rozmieszczenie japońskich wojsk przeciwko KPCh: „Było dla nas całkowicie jasne, że gdybyśmy powiedzieli Japończykom, aby natychmiast złożyli broń i pomaszerowali na wybrzeże, cały kraj zostałby przejęty przez komunistów. Dlatego musieliśmy podjąć niezwykły krok polegający na wykorzystaniu wroga jako garnizonu, dopóki nie będziemy mogli przerzucić chińskich oddziałów narodowych do południowych Chin i wysłać marines do strzeżenia portów morskich” W ciągu niecałych dwóch lat po drugiej wojnie chińsko-japońskiej KMT otrzymał od Stanów Zjednoczonych 4,43 miliarda dolarów – z czego większość stanowiła pomoc wojskowa.

### Lista autorytarnych reżimów wspieranych przez Stany Zjednoczone
| Kraj                          | Reżim lub przywódca                | Okres        | Zobacz też / uwagi | Źródło        |
| ----------------------------- | ---------------------------------- | ------------ | --- | ------------- |
| Arabia Saudyjska              |                                    | 1945 – teraz | W lutym 1945 r. Abdulaziz Al Saud i prezydent USA Franklin D. Roosevelt spotkali się na pokładzie USS Quincy w Kanale Sueskim. Zawarli tam historyczne porozumienie (obowiązujące do dziś), na mocy którego Arabia Saudyjska miała dostarczać ropę naftową do Stanów Zjednoczonych w zamian za amerykańską ochronę wojskową saudyjskiego reżimu.   | [ 12 ]        |
| Argentyna                     | Proceso de Reorganización Nacional | 1976–1982    | Brudna wojna |               |
| Azerbejdżan                   |                                    | 1991–2023    | | [ 13 ]        |
| Bahrajn                       | Hamad bin Isa Al Khalifa           | 1999 – teraz | | [ 14 ]        |
| Boliwia                       |                                    | 1971–1978    | |               |
| Brazylia                      |                                    | 1964–1985    | Dyktatura wojskowa w Brazylii |               |
| Brunei                        |                                    | 1984 – teraz | |               |
| Chile                         | Augusto Pinochet                   | 1973–1976    | Junta w Chile |               |
| Chiny                         | Deng Xiaoping                      | 1980–1989    | W 1980 r. rząd USA otworzył punkty nasłuchowe w Xinjiang, aby monitorować Związek Radziecki podczas wojny radziecko-afgańskiej. Po masakrze na placu Tian’anmen w 1989 r. Stany Zjednoczone nałożyły na Chiny embargo na broń. |               |
| Czad                          | Hissène Habré                      | 1982–1990    | | [ 15 ]        |
| Czad                          | Idriss Déby                        | 1990–2021    | |               |
| Demokratyczna Republika Konga | Joseph Kasavubu                    | 1960–1965    | |               |
| Demokratyczna Republika Konga |                                    | 1991–2012    | |               |
| Dominikana                    |                                    | 1930–1961    | |               |
| Dżibuti                       |                                    | 1999 – teraz | |               |
| Egipt                         |                                    | 1981–2011    | |               |
| Egipt                         |                                    | 2012–2013    | |               |
| Egipt                         |                                    | 2014 – teraz | |               |
| Etiopia                       |                                    | 1991–2012    | |               |
| Filipiny                      | Ferdinand Marcos                   | 1965–1986    | | [ 16 ]        |
| Grecja                        | Junta czarnych pułkowników         | 1967–1974    | |               |
| Gwatemala                     |                                    | 1898–1920    | |               |
| Gwatemala                     |                                    | 1931–1944    | |               |
| Gwatemala                     |                                    | 1954–1986    | |               |
| Gwinea Równikowa              |                                    | 1979 – teraz | |               |
| Haiti                         |                                    | 1957–1971    | |               |
| Haiti                         |                                    | 1971–1986    | |               |
| Hiszpania                     | Francisco Franco                   | 1936–1975    | |               |
| Honduras                      | Manuel Bonilla                     | 1912–1913    | | [ 17 ]        |
| Honduras                      |                                    | 1933–1949    | |               |
| Honduras                      |                                    | 1963–1982    | |               |
| Indie                         | Narendra Modi                      | 2014 – teraz | | [ 18 ]        |
| Indonezja                     | Suharto                            | 1967–1998    | | [ 19 ] [ 20 ] |
| Irak                          | Saddam Hussein                     | 1982–1988    | |               |
| Iran (Cesarstwo Iranu)        | Mohammad Reza Pahlawi              | 1953–1973    | Zamach stanu w Iranie (1953) | [ 21 ]        |
| Iran                          | Ajatollah Chomejni                 | 1981–1986    | |               |
| Jemen                         |                                    | 1990–2012    | |               |
| Jordania                      |                                    | 1954 – teraz | |               |
| Jugosławia                    |                                    | 1948–1980    | |               |
| Kambodża                      |                                    | 1970–1975    | |               |
| Kamerun                       |                                    | 1982 – teraz | |               |
| Katar                         |                                    | 1999 – teraz | |               |
| Kazachstan                    |                                    | 1991 – teraz | |               |
| Kirgistan                     |                                    | 1990–2005    | |               |
| Korea Południowa              |                                    | 1948–1960    | |               |
| Korea Południowa              |                                    | 1961–1979    | |               |
| Korea Południowa              | Chun Doo-hwan                      | 1979–1988    | | [ 22 ]        |
| Kuba                          | Fulgencio Batista                  | 1952–1958    | Rząd USA został oskarżony o wspieranie zamachu stanu Batisty w 1952 roku, aby ponownie został prezydentem, a jego późniejszy rząd, aby utrzymać kontrolę nad Kubą. Stany Zjednoczone odrzuciły te argumenty. |               |
| Liberia                       |                                    | 1980–1990    | |               |
| Libia                         | Mu’ammar al-Kaddafi                | lata 2000.   | |               |
| Maroko                        |                                    | 1787 – teraz | |               |
| Meksyk                        |                                    | 1876–1911    | |               |
| Meksyk                        |                                    | 1929–2000    | |               |
| Nikaragua                     | Juan José Estrada                  | 1910–1911    | | [ 23 ]        |
| Nikaragua                     | Familia Somoza                     | 1961–1977    | |               |
| Oman                          |                                    | 1970 – teraz | |               |
| Pakistan                      | Muhammad Ayub Khan                 | 1958–1969    | Autorytarny reżim Ayub Khana był wspierany przez Stany Zjednoczone jako bastion przeciwko wpływom Związku Radzieckiego w Azji Południowej. Henry Kissinger, wpływowy amerykański dyplomata, obawiał się lewicującego indyjskiego rządu Indiry Gandhi i wykorzystywał historyczne napięcia między Pakistanem a Indiami dla amerykańskich interesów. |               |
| Pakistan                      |                                    | 1969 =–1971  | |               |
| Pakistan                      |                                    | 1978–1988    | |               |
| Pakistan                      |                                    | 1999–2008    | |               |
| Panama                        |                                    | 1968–1981    | |               |
| Panama                        |                                    | 1983–1989    | |               |
| Paragwaj                      |                                    | 1954–1989    | |               |
| Peru                          |                                    | 1948–1956    | |               |
| Peru                          |                                    | 1992–2000    | |               |
| Portugalia                    |                                    | 1933–1974    | |               |
| RPA                           |                                    | 1948–1994    | |               |
| Republika Tajwanu             |                                    | 1941–1975    | |               |
| Rumunia                       |                                    | 1969–1989    | |               |
| Rwanda                        |                                    | 2000–teraz   | |               |
| Salwador                      |                                    | 1932–1944    | |               |
| Salwador                      |                                    | 1979–1982    | |               |
| Singapur                      |                                    | 1959 – teraz | |               |
| Somalia                       |                                    | 1978–1991    | |               |
| Sudan                         |                                    | 1969–1985    | |               |
| Syria                         |                                    | 1949–1953    | |               |
| Tadżykistan                   |                                    | 1994 – teraz | |               |
| Tajlandia                     |                                    | 1948–1957    | |               |
| Tajlandia                     |                                    | 1958–1963    | |               |
| Tajlandia                     |                                    | 1963–1973    | |               |
| Tajlandia                     |                                    | 2014 – teraz | |               |
| Tunezja                       |                                    | 1987–2011    | |               |
| Turcja                        | Kenan Evren                        | 1980–1989    | W 1980 r. w wyniku zamachu stanu władzę w Turcji przejął generał Kenan Evren. Według różnych źródeł Paul B. Henze miał powiadomić Jimmy’ego Cartera o udanej próbie zamachu krótko po nim. Część źródeł dementuje amerykańskie zaangażowanie w zamach stanu.                                                                                       | [ 24 ]        |
| Turkmenistan                  |                                    | 2006 – teraz | |               |
| Uganda                        |                                    | 1986 – teraz | |               |
| Urugwaj                       |                                    | 1973 – 1985  | |               |
| Wenezuela                     |                                    | 1908 – 1935  | |               |
| Wenezuela                     |                                    | 1950–1958    | |               |
| Wietnam                       | Ngô Đình Diệm                      | 1955–1963    | Rząd Stanów Zjednoczonych wspierał prezydenta Ngô Đình Diệma przez cały okres sprawowania władzy przez Ngô, aż do jego zamordowania przez wspieranego przez CIA generała Dươnga Văn Minha. | [ 25 ]        |
| Wietnam                       |                                    | 2011 – teraz | |               |
| Zjednoczone Emiraty Arabskie  |                                    | 1971 – teraz | |               |
| ZSRR                          | Józef Stalin                       | 1941–1945    | Związek Sowiecki i USA sformowały sojusz w trakcie II wojny światowej przeciwko Nazistowskim Niemcom. Koniec wojny poskutkował zimną wojną między mocarstwami. |               |